# جشنواره فیلم اوستنده

پرچم و لوگوی جشنواره فیلم اوستنده

جشنواره فیلم اوستنده (هلندی: 'Filmfestival Oostende)، (انگلیسی: Ostend Film Festival) یک جشنواره فیلم سالیانه است که از سال ۲۰۰۷ هر سپتامبر، در اوستنده بزرگ‌ترین شهر ساحلی در بلژیک برگزار می‌شود. به بهترین فیلم این جشنواره، جایزه انسور (برگرفته از نام جیمز انسور) اهدا می‌شود. این جایزه ویژه فیلم‌های فلاندری است؛ و معتبرترین جایزه در بلژیک برای آثار فلاندری زبان است.